# Nilijärvi (sjö i Finland)
Nilijärvi är en sjö i Finland. Den ligger i kommunen Kittilä i landskapet Lappland, i den norra delen av landet, 800 km norr om huvudstaden Helsingfors. Nilijärvi ligger 212,2 meter över havet. Arean är 8,1 hektar och strandlinjen är 1,53 kilometer lång. Sjön  ingår i Kemi älvs huvudavrinningsområde. 